# 石埼 (敷設艇)
| 艦歴     | 艦歴                                                                            |
| -------- | ------------------------------------------------------------------------------- |
| 計画     | ④計画                                                                           |
| 起工     | 1941年3月10日                                                                   |
| 進水     | 1941年8月13日                                                                   |
| 就役     | 1942年2月28日竣工                                                               |
| その後   | 終戦時大湊で残存                                                                |
| 除籍     | 1945年11月30日                                                                  |
| 性能諸元 |                                                                                 |
| 排水量   | 基準：720トン、公試：750トン                                                    |
| 全長     | 74.70m                                                                          |
| 全幅     | 7.85m                                                                           |
| 吃水     | 2.60m                                                                           |
| 機関     | マン式三号ディーゼル2基2軸 3,600馬力                                            |
| 速力     | 20.0kt                                                                          |
| 航続距離 | 14ktで2,000浬                                                                   |
| 燃料     | 重油：35トン                                                                    |
| 乗員     | 67名                                                                            |
| 兵装     | 8cm高角砲1基 13mm連装機銃1基2挺 爆雷36個、捕獲網8組 （もしくは九三式機雷120個） |

石埼（いしざき）は、日本海軍の敷設艇。平島型敷設艇の3番艇。

## 艦歴
1942年（昭和17年）2月28日、三菱横浜船渠にて竣工。
横須賀鎮守府籍、大湊防戦隊付属となる。同方面の哨戒、機雷敷設などに従事。
1942年7月10日、「浮島」とともに第五艦隊司令長官の指揮下に入り、AO防備部隊に編入された。2隻は7月14日に大湊を発ち、幌筵経由で7月24日にキスカ島に到着。対潜作戦および防潜網の敷設に従事した。8月6日、「石埼」と「浮島」は菊川丸を護衛してキスカを離れ、「石埼」は8月15日に大湊に帰着した。また、「石埼」と「浮島」は8月7日に第五艦隊司令長官の指揮下を離れた。
その後も北方方面で船団護衛などに従事し大湊で終戦を迎えるとされるが事実ではなく。大湊空襲ではかろうじて難を逃れ、宗谷海峡の洋上で玉音放送を聞く。その後、樺太より引揚げる住民を輸送。
8月22日夕刻。留萌沖三船殉難事件現場に遭遇。泰東丸から投げ出された百余名を救助。
1945年（昭和20年）11月30日除籍。掃海艦として使用ののち1947年（昭和22年）10月1日青島へ回航し米国へ引き渡される。

## 艇長
艤装員長
- 永末浅吉 予備中尉：1942年1月15日[5] -